# Saint-Laurent-du-Var
Saint-Laurent-du-Var település Franciaországban, Alpes-Maritimes megyében. Lakosainak száma 31 645 fő (2022. január 1.). Saint-Laurent-du-Var Cagnes-sur-Mer, La Gaude és Nizza községekkel határos.

## Népesség
A település népessége az elmúlt években az alábbi módon változott:
| Lakosok száma | 10 156 | 20 678 | 24 426 | 30 076 | 28 891 | 28 919 | 28 453 | 29 169 | 30 141 | 31 645 |
|               | 1968   | 1982   | 1990   | 2006   | 2013   | 2015   | 2017   | 2019   | 2020   | 2022   |